# École de Triam Udom Suksa
 (avril 2012).
Le contenu est difficilement compréhensible vu les erreurs de traduction, qui sont peut-être dues à l'utilisation d'un logiciel de traduction automatique.
L'école de Triam Udom Suksa est un lycée d'État située dans le centre-ville de Bangkok, en Thaïlande. L'école admet les catégories secondaires deuxième cycle d'étudiants 10 à 12 et a la plus grande inscription par année d'étudiants en Thaïlande. L'école est souvent considérée le meilleur lycée en Thaïlande et son examen d'entrée annuel est parmi le plus concurrentiel, avec plus de dix mille étudiants concurrençant pour l'admission.

## Histoire
L'école de Triam Udom Suksa est située sur 129 600 mètres carrés sur la route de Phyathai, quartier de Pathum Wan, Bangkok. Elle est tout proche de l'université Chulalongkorn. Elle était autrefois appelé école préparatoire de l'université de Chulalongkorn (Triam Udom Suksa signifie littéralement l'école préparatoire). Les étudiants sont instruits pour étudier dans les facultés de l'université.
3 janvier 1937, le Conseil d'université approuve la création de l'école de Triam Udom Suksa et nomme Pin Malakul en tant que premier directeur. L'école est officiellement ouverte 16 mai 1938 et la rentrée des classes commence 19 mai 1938.
En 1947, l'affiliation est transférée au département de l'éducation générale de Thaïlande. Les étudiants doivent alors passer des examens d'entrée à l'université de Chulalongkorn en tant qu'étudiants réguliers.
De nos jours, l'école de Triam Udom Suksa instruit les étudiants secondaires de lycée, deuxième cycle (catégories 10-12). En 2005, il y a 110 salles de classe avec 4 850 étudiants - 3 200 filles et 1 650 garçons et 210 professeurs au total. L'école de Triam Udom Suksa a 10 bâtiments, avec chaque bâtiment ayant non seulement des salles de classe mais en outre des salles et des laboratoires spéciaux tels que le laboratoire multiple de langues, le laboratoire expérimental, la bibliothèque, la pièce instrumentale thaïe, le laboratoire de technologie etc. De plus, il y a d'autres bâtiments spécifiques qui contribuent à l'éducation et à l'étude dans l'école telle que le bâtiment d'expérience de la Science, la bibliothèque centrale, le bâtiment un,le bâtiment 2, le bâtiment 3.
| Bâtiment                                   | |
| ------------------------------------------ | --- |
| Bâtiment 1                                 | - le bureau du directeur - le département de la langue Thaïe - le département de la deuxième langues étrangères - la salle Busababane (Le marché des fleurs) - la Salle de Langues - 9 classes |

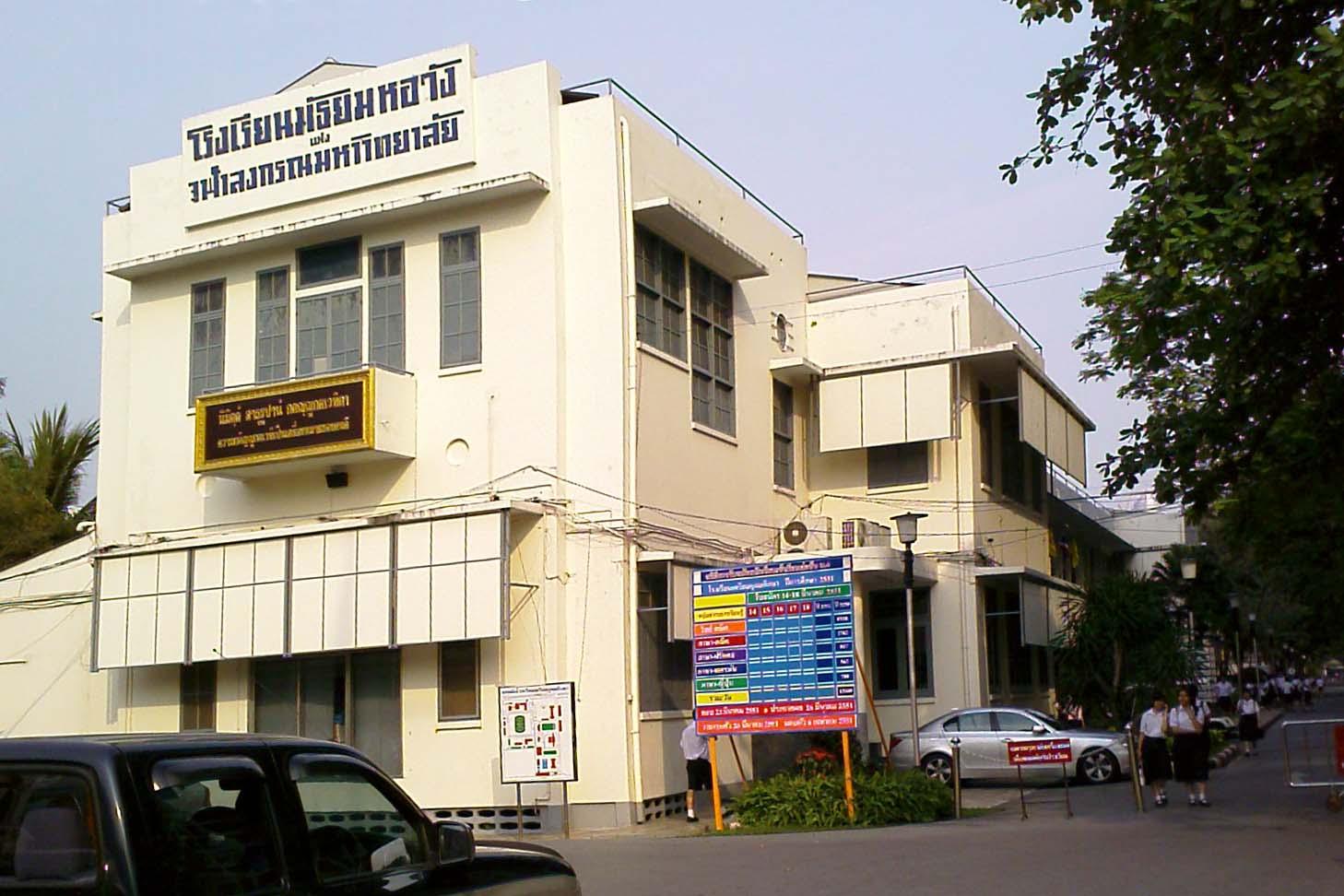
Bâtiment 1

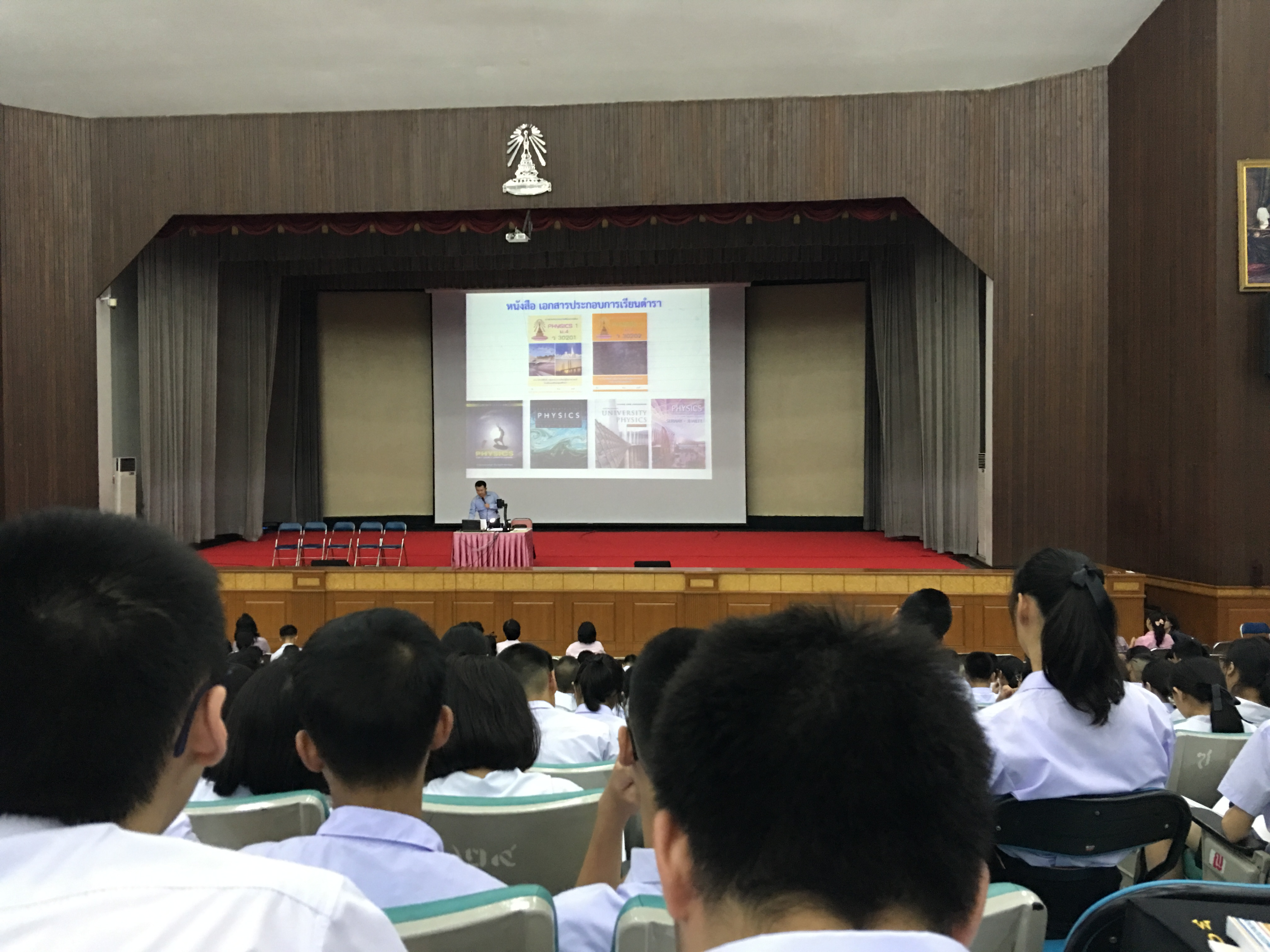
L'auditorium du lycée.

| Bâtiment 2                                 | |
| Bâtiment 3                                 | |
| Bâtiment 4                                 | |
| Bâtiment de Madame Rang Gantarate          | |
| Bâtiment 50 ans                            | |
| Bâtiment 55 ans                            | |
| Bâtiment 60 ans                            | |
| Bâtiment d'anniversaire de la Raine 72 ans | |
| Bâtiment 8                                 | |
| Bâtiment 9                                 | |
| Bâtiment du laboratoire scientifique       | |
| Bâtiment de l'Art                          | |
| Bâtiment de l'auditorium                   | |

## Anciens élèves
- Boonlua
- Chit Phumisak
- Saengchai Suntornwat
- Sirikan Charoensiri
- Parit Chiwarak
- Suchata Chuangsri